# Онгудайский район
Онгуда́йский район или аймак (алт. Оҥдой аймак) — административно-территориальная единица и муниципальное образование (муниципальный район) в составе Республики Алтай Российской Федерации.
Административный центр — село Онгудай.

## Физико-географическая характеристика
Онгудайский район, площадью 11 744 км², расположен в центральной части Республики Алтай, в её горно-степной зоне. На территории района насчитывается 140 озёр, одно из крупнейших: Теньгинское.
В Онгудайском районе находится известняковый массив Белый Бом, в котором расположено несколько пещер, в том числе Большая Белобомская пещера.

## Население
| 1897    | 1916    | 1920    | 1926    | 1933    | 1939    | 1959    | 1970    | 1979    |
| ------- | ------- | ------- | ------- | ------- | ------- | ------- | ------- | ------- |
| 5135    | ↗6505   | ↗8038   | ↗10 901 | ↗11 839 | ↗16 056 | ↘13 815 | ↗15 340 | ↘15 053 |
| 1989    | 2002    | 2003    | 2004    | 2005    | 2006    | 2007    | 2008    | 2009    |
| ↗16 308 | ↘15 642 | ↗15 710 | ↗15 776 | ↘15 700 | ↘15 500 | →15 500 | ↘15 415 | ↘15 352 |
| 2010    | 2011    | 2012    | 2013    | 2014    | 2015    | 2016    | 2017    | 2018    |
| ↘15 046 | ↘14 678 | →14 678 | ↘14 513 | ↘14 505 | ↘14 442 | ↘14 339 | ↘14 328 | ↘14 312 |
| 2019    | 2020    | 2021    |         |         |         |         |         |         |
| ↘14 234 | ↘14 142 | ↘14 051 |         |         |         |         |         |         |

По данным Всероссийской переписи населения 2021 года:
| Народ   | Численность, чел. | Доля от всего населения, % |
| ------- | ----------------- | -------------------------- |
| алтайцы | 11 107            | 79,95 %                    |
| русские | 2 501             | 17,8 %                     |
| другие  | 443               | 3,15 %                     |
| всего   | 14 051            | 100,00 %                   |

Согласно прогнозу Минэкономразвития России, численность населения будет составлять:
- 2024 — 13,74 тыс. чел.
- 2035 — 12,58 тыс. чел.

## Муниципально-территориальное устройство
В районе 30 населённых пунктов в составе 10 сельских поселений:
| №  | Сельские поселения                  | Административный центр | Количество населённых пунктов | Население | Площадь (км²) |
| -- | ----------------------------------- | ---------------------- | ----------------------------- | --------- | ------------- |
| 1  | Елинское сельское поселение         | село Ело               | 3                             | ↗1166     | 997,00        |
| 2  | Ининское сельское поселение         | село Иня               | 7                             | ↘1443     | 2993,00       |
| 3  | Каракольское сельское поселение     | село Каракол           | 3                             | ↘931      | 352,00        |
| 4  | Куладинское сельское поселение      | село Кулада            | 2                             | ↗798      | 520,00        |
| 5  | Купчегенское сельское поселение     | село Купчегень         | 2                             | ↘657      | 3466,00       |
| 6  | Нижне-Талдинское сельское поселение | село Нижняя Талда      | 1                             | ↗539      | 297,00        |
| 7  | Онгудайское сельское поселение      | село Онгудай           | 1                             | ↗5786     | 135,00        |
| 8  | Теньгинское сельское поселение      | село Теньга            | 7                             | ↘1541     | 815,00        |
| 9  | Хабаровское сельское поселение      | село Хабаровка         | 2                             | ↗548      | 613,00        |
| 10 | Шашикманское сельское поселение     | село Шашикман          | 2                             | ↘642      | 1508,00       |

| №  | Населённый пункт | Тип  | Население | Муниципальное образование           |
| -- | ---------------- | ---- | --------- | ----------------------------------- |
| 1  | Акбом            | село | ↘19       | Ининское сельское поселение         |
| 2  | Бархатово        | село | →9        | Теньгинское сельское поселение      |
| 3  | Бичикту-Боом     | село | ↘241      | Каракольское сельское поселение     |
| 4  | Большой Яломан   | село | ↘232      | Купчегенское сельское поселение     |
| 5  | Боочи            | село | ↘262      | Куладинское сельское поселение      |
| 6  | Ело              | село | ↘800      | Елинское сельское поселение         |
| 7  | Инегень          | село | ↘176      | Ининское сельское поселение         |
| 8  | Иня              | село | ↗730      | Ининское сельское поселение         |
| 9  | Иодро            | село | ↘268      | Ининское сельское поселение         |
| 10 | Кара Кобы        | село | ↗244      | Елинское сельское поселение         |
| 11 | Каракол          | село | ↘411      | Каракольское сельское поселение     |
| 12 | Каянча           | село | →0        | Шашикманское сельское поселение     |
| 13 | Каярлык          | село | ↘195      | Елинское сельское поселение         |
| 14 | Кулада           | село | ↘467      | Куладинское сельское поселение      |
| 15 | Купчегень        | село | ↘551      | Купчегенское сельское поселение     |
| 16 | Курота           | село | ↗346      | Каракольское сельское поселение     |
| 17 | Малая Иня        | село | ↘181      | Ининское сельское поселение         |
| 18 | Малый Яломан     | село | ↗219      | Ининское сельское поселение         |
| 19 | Нефтебаза        | село | ↘62       | Теньгинское сельское поселение      |
| 20 | Нижняя Талда     | село | ↗539      | Нижне-Талдинское сельское поселение |
| 21 | Озёрное          | село | ↗261      | Теньгинское сельское поселение      |
| 22 | Онгудай          | село | ↗5786     | Онгудайское сельское поселение      |
| 23 | Талда            | село | ↘98       | Теньгинское сельское поселение      |
| 24 | Теньга           | село | ↘611      | Теньгинское сельское поселение      |
| 25 | Туекта           | село | ↘329      | Теньгинское сельское поселение      |
| 26 | Улита            | село | ↗266      | Хабаровское сельское поселение      |
| 27 | Хабаровка        | село | ↘274      | Хабаровское сельское поселение      |
| 28 | Чуйозы           | село |           | Ининское сельское поселение         |
| 29 | Шашикман         | село | ↘691      | Шашикманское сельское поселение     |
| 30 | Шиба             | село | ↘301      | Теньгинское сельское поселение      |

В 2010 году образован, а в 2013 году официально получил название новый населённый пункт: село Чуйозы в составе Ининского сельского поселения.

## Экономика

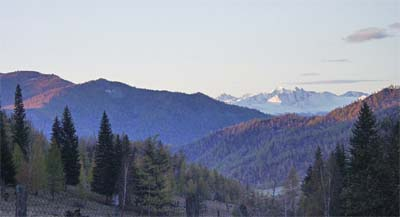
Онгудайский район. Вид из с. Бархатова на Теректинский хребет

Основными видами экономики являются лесозаготовка, деревопереработка, мясное скотоводство, пантовое мараловодство, козоводство, овцеводство, коневодство, садоводство. В районе находится ведущее племенное овцеводческое хозяйство ОПХ «Теньгинское», в котором в 1959 году выведена горно-алтайская порода овец шёрстно-мясного и мясо-шёрстного типа полутонкорунного направления.

## Медиа
Газета Онгудайского района «Ажуда» была учреждена 15 января 1991 году Онгудайским районным комитетом КПСС и районным советом депутатов трудящихся. 26 апреля 2011 года перерегистрирована, учредители: Районный Совет депутатов и Администрация района (аймака) муниципального образования «Онгудайский район»

## Достопримечательности
- На территории района расположено множество курганов и наскальных рисунков, относящихся к скифскому периоду, то есть к VIII—III вв. до н. э.
- В верховьях реки Урсул, в 4 км к юго-западу от села Ело, у подножия скалы в районе устья реки Семисарт, при её выходе в долину реки Каерлык[28], находится многослойная стоянка «Кара-Бом» с верхнепалеолитическими и мустьерскими горизонтами, существовавшими 77—33 тыс. лет назад[29].
- Малояломанская пещера на левом берегу реки Малый Яломан, в 12 км от одноимённого села Малый Яломан. Возраст стоянки: 38,5 тыс. лет (без калибровки: 33,3 тыс. лет)[30].
- Многослойная палеолитическая стоянка «Усть-Каракол», археологические и палеонтологические материалы из аллювиальных осадков которой, выполняющих основание разреза, датируются второй половиной среднего плейстоцена (282—133 тыс. л. н.), индустрия кара-бомовского варианта относится к первой половине верхнего плейстоцена (120—50 тыс. л. н.), а усть-каракольская индустрия — к верхнему палеолиту (50—40 тыс. лет назад)[31].
- Башадарские курганы.
- На левом берегу реки Большой Ильгумень в 5 км от села Купчегень находится могильник Сары-Бел[32].